# جاسر حامد
جاسر حامد داود (ولد في 26 يونيو 1999 في الرياض، المملكة العربية السعودية) لاعب كرة قدم سوداني يجيد اللعب في مركز المهاجم.